# Dendronephthya repens
Dendronephthya repens är en korallart som beskrevs av Kükenthal 1905. Dendronephthya repens ingår i släktet Dendronephthya och familjen Nephtheidae. Inga underarter finns listade i Catalogue of Life.